# 帕拉穆什
帕拉穆什是葡萄牙阿威罗区的一个堂区。总面积5.98平方公里，总人口3789人，人口密度633.6人/平方公里。